# Dindings
Els Dindings és el nom donat pels britànics a una zona adquirida al sultà de Perak que va estar sota la seva sobirania des de 1874 com a part de les Colònies de l'Estret (una de les dependències de Penang), fins a la seva devolució a Perak el 1937.
El 1795, quan Malaca va caure en poder dels britànics, Lord Camelford (aleshores un tinent a la Marina britànica) i el tinent Macalister van remuntar el riu Perak amb una petita força i van obligar a Christoffel Walbeehm, comandant holandès del fort de Tanjong Putus, prop de l'estuari del riu Dinding (en front de l'illa Pangkor). Al segle xix els forts holandesos foren destruïts pel superintendent britànic del Baix Perak per empedrar els camins de Teluk Anson (avui Teluk Intan).
El 20 de gener de 1874 es va signar el compromís o tractat de Pangkor entre Gran Bretanya i el sultà de Perak, Sultan Abdullah. Aquest acord va ser signat per aturar el vessament de sang resultant de dos esdeveniments: la lluita pel tron entre els membres de la familiars reial de Perak després de la mort de Sultan Ali i les guerres de clans entre Ghee Hin i Hai Sant per controlar les zones mineres d'estany a la colònia Taiping. Per aquest acord el sultà de Perak entregava l'illa de Pangkor i una zona a la boca del riu Dinding als britànics (d'on va ser nomenat com els Dindings, acceptar un resident britànic, Sir James Wheeler Woodford Birch, i la designació de un Resident Ajudant a Taiping (el capità Tristram Speedy). Sultan Ismail va haver d'abandonar el tron de Perak que va passar a Abdullah Muhammad Shah II.
Durant l'època colonial britànica, la secció dels Dindings es componia de tres àrees principals: Sitiawan Town, Lumut i Pangkor. No obstant, el 1937, després de més de 50 anys sota control britànic, el sultà de Perak, Iskandar Shah va demanar al govern de la colònia britànica el retorn dels Dindings a causa de l'escassetat de terres. El govern colonial, pel qual Pangkor i la costa havien perdut importància al no poder ser utilitzats com un gran port com s'havia pensat inicialment, hi va accedir i el govern de Perak va reunir els Dindings amb Bruas i les zones costaneres al sud per formar el districte dels Dindings (el 1973 rebatejat Manjung)